# Maju Sasakiová
Maju Sasakiová (japonsky 佐々木 繭, * 12. ledna 1993 Sagamihara) je japonská fotbalistka.

## Reprezentační kariéra
Za japonskou reprezentaci v letech 2016 až 2017 odehrála 8 reprezentačních utkání.

## Statistiky
| Japonsko | Japonsko | Japonsko |
| Roky     | Záp.     | Góly     |
| -------- | -------- | -------- |
| 2016     | 3        | 0        |
| 2017     | 5        | 0        |
| Celkem   | 8        | 0        |